# Партнёрская программа
Партнёрская программа (англ. Affiliate program) — форма делового сотрудничества между продавцом и партнёрами при продаже какого-либо товара или предоставления услуг. Позволяет продавцу сократить расходы на привлечение конечного покупателя. Особенно широко распространены в деловой модели B2B.
Так, участниками партнёрских программ являются автодилеры или туристические агентства, компании, являющиеся партнерами фирмы Microsoft.
Этот термин особенно употребим в интернет-маркетинге, где под ним понимается форма сотрудничества между продавцом (рекламодателем) и владельцем какого-либо интернет-сайта или пользователем социальных сетей (например, рекомендующим какие-либо товары и получающим за это скидки на них, а также различные подарки).

## Типы партнёрских программ
Типологизировать партнёрские программы можно в зависимости от того, за что они платят деньги. Существует несколько схем, по которым могут производиться выплаты участникам:
- плата за продажу — СPS (cost-per-sale)
- плата за действие — CPA (cost-per-action)
- плата за клик — CPC (cost-per-click)
- плата за показ — CPV (cost-per-view)
- плата за установку — CPI (cost-per-install)
- многоуровневый маркетинг

### Плата за продажу
Человек, пришедший по партнёрской ссылке, оплачивает определённый товар; вебмастер, привлекший его, получает вознаграждение в процентах от стоимости товара.
К этому типу партнёрских программ относятся программы по продаже казуальных игр, физических товаров — книг, цветов, контактных линз и виртуальных предметов — карт оплаты, хостинга, медиафайлов.

### Плата за действие
Деньги перечисляются за совершение определённого действия, обычно заполнения регистрационных форм, подписку на рассылку и др.
К этому типу можно отнести программы сайтов знакомств, онлайн-игр, обменных пунктов виртуальных валют и другие.

### Плата за клик
Стоимость одного клика по рекламной ссылке или баннеру, которую рекламодатель платит поисковым системам и другим интернет-пользователям за одного привлечённого пользователя на сайт.

### Плата за трафик
Партнёрские программы, выплачивающие деньги за клик или за показ баннеров, могут быть объединены, как программы с оплатой за трафик.
PPV-программа требует от публикующего партнёра (ПП) просто разместить рекламу на своём сайте и показывать её посетителям, чтоб получить свои комиссионные.
PPC-система требует ещё одного шага со стороны посетителя. Посетитель должен не только увидеть объявление, но и, кликнув по нему, перейти на сайт рекламодателя.
Первоначально PPC (Pay per click) был более распространён, но его использование значительно сократилось из-за искусственного накручивания кликов. Контекстная реклама, такая как Бегун, Яндекс.Директ, Google AdSense, не учитывается в данной статистике. На данный момент не существует единого мнения, можно ли отнести контекстную рекламу к партнёрскому маркетингу.
Оплата за клик превалирует как метод выплат в PPC-системах, базирующихся на показе контекстной рекламы. Оплата за показ является самой распространённой моделью выплат за показ рекламных объявлений (баннеров). PPM используется Google в системе AdSense/AdWords, но это скорее исключение в поисковом маркетинге.
RevenueShare
Оплата в процентном соотношении от совершённого действия — чаще, игры в казино, лотерея, ставки на спорт.

## Многоуровневый маркетинг
Ряд рекламодателей предлагает поучаствовать в многоуровневой партнёрской программе, выплаты в которой распределяются по иерархической сети рефералов и подписчиков.
Другими словами: «А» участвует в партнёрской программе и получает выплаты за подтверждённую активность привлечённых им посетителей. Если «А» привлечёт к участию в партнёрской программе «В» и «С», то вся будущая выгода, которую получат «В» и «С», отразится на доходах «А» в виде определённой комиссии.
Подобно снежному кому, система приносит прибыль целой сети партнёров, которые могут даже и не подозревать о существовании друг друга, и не забывает приносить прибыль своим вышестоящим партнёрам.

## Типы партнёрских сайтов
По типу принадлежности к партнёрской программе выделяют сайты:
- Участвующие в партнёрских программах напрямую
- Вступающие в партнёрские сети
- Привлекающие рекламодателей на своих условиях

## Инструментарий
Некоторые продавцы имеют свою собственную партнёрскую программу, в то время как другие пользуются услугами третьей стороны. Это некие сервисы, обеспечивающие посредническую передачу трафика или продаж от партнёров. Продавцы могут выбирать между двумя решениями в данной области:
- standalone software
- партнёрские сети

К инструментам работы с партнёрскими программами (для партнёров) также можно отнести:
- Методы защиты партнёрской ссылки

## Управление партнёрской программой
Функционирование успешной партнёрской программы требует постоянной поддержки и работы над ней. Ведение приносящей доход партнёрской программы намного более сложная задача, чем это может показаться сперва. Те беззаботные дни, когда партнёрская программа генерировала приемлемый доход, а у владельца не было отдельных людей, которые бы ею занимались, канули в Лету.
Неконтролируемые партнёрские программы были одной из причин, по которой недобросовестные партнёры могли делать всё, что заблагорассудится: спам, обрезание cookie, недостоверные объявления и т. д.
Особенности ведения современного бизнеса во многих странах, в том числе и в России сформировали требования к появлению систем управления отношениями и партнерскими сетями.
PRM (Partner Relationship Management) в виде SaaS сервиса - программное обеспечение, которое позволяет управлять, связанными с бизнесом отношениями с клиентами и партнерами. Сервис помогает компаниям автоматизировать и оптимизировать процессы, связанные с управлением партнерскими отношениями, включая поиск новых партнеров, выстраивание стратегии с ними и контроль за выполнением сделок.

## Поиск партнёров
Партнёрские сети, имеющие большое количество рекламодателей, обычно обладают и обширным списком профессиональных партнёров. Большая часть партнёров может быть привлечена путём затраты неких сил, или же они могут присоединиться к партнёрской программе сами.
Сайты, которые привлекают ту же аудиторию, что и сайт-рекламодатель, но не являются конкурентами, — это потенциальные партнёры. Даже непосредственный продавец или покупатель может стать партнёром, если это имеет смысл и не нарушает правовых ограничений или регулирований.

## Поиск партнёрской программы
Списки партнёрских программ — это один из методов поиска подходящей партнёрской программы. Другой метод — это огромные партнёрские сети, обеспечивающие платформу для сотен и тысяч рекламодателей.
Партнёрские сети хороши тем, что в них, особенно в больших сетях, можно найти программы практически под любую тематику.
Кроме партнёрских сетей существуют партнёрские рубрикаторы - сайты специализирующиеся на каталогизации партнёрских программ (по рубрикам, регионам работы и т.д.)
Особого различия между терминами CPA (cost-per-action) и PPA (pay-per-action) нет, потому как они, в любом случае, подразумевают оплату за произведённое действие на сайте рекламодателя. Различаются как раз форматы и виды действий. Принято различать лид (lead) и действие, подразумевающее выполнение транзакции (sale или action). Под лидом чаще всего подразумевается заполнение анкеты, регистрация, заполнение заявки и т.д. Под action обычно понимают покупку или заказ товара в интернет-магазине, то есть действие, подразумевающее оплату.
Для lead типичны игровые партнёрские программы, требующие регистрации, а также кредитные, в которых вознаграждение вебмастеру передаётся за заполнение анкеты.
Для action в большинстве случаев — интернет-магазины.